# Téo & Téa
Téo & Téa is een album uit 2007 van Jean-Michel Jarre, zijn dertiende reguliere studioalbum.
Jarre produceerde het album in een muzikale vorm van een conceptalbum waarmee een metaforisch liefdesverhaal wordt verteld over twee fictieve stripfiguren, Téo en Téa, die ook te zien zijn in de computergeanimeerde videoclip bij het titelnummer. Het album, dat volledig werd gecomponeerd door Jean-Michel Jarre, verscheen op cd en in een luxe-editie met bonus-dvd bij Warner Music. De dvd beschikt over dezelfde nummers, gemixt voor 5.1 surround sound en een videoclip van het titelnummer in high-definition.
Voor marketingdoeleinden verscheen twee maanden voordat het album uitkwam een teaser op YouTube en een cd-single voor de discotheken en radiostations, zonder vermelding van de naam van de artiest.

## Tracklist
1. "Fresh News" (Mixed by Jean-Michel Jarre & Joachim Garraud) - 2:44
2. "Téo & Téa" - 3:28
3. "Beautiful Agony" (Vocals Anne Parillaud) - 4:40
4. "Touch to Remember" - 6:09
5. "Ok, Do It Fast" - 3:25
6. "Partners In Crime 1" - 3:38
7. "Partners In Crime 2" - 3:35
8. "Chatterbox" - 2:16
9. "In the Mood for You" - 4:20
10. "Gossip" - 2:10
11. "Vintage" - 3:06
12. "Melancholic Rodeo" - 3:51
13. "Téo & Téa 4:00 AM" (Mixed by Jean-Michel Jarre & Joachim Garraud) - 7:06

## Instrumentenlijst
Jean-Michel Jarre:
- Access Virus
- HD3
- Korg
- Korg RADIAS
- Minimoog Voyager
- Pro Tools
- Roland Fantom-X-8
- Roland MC-808
- Roland SH-201
- Roland V-Synth
- Vocoder

Claude Samard:
- Absynth
- Cubase
- Digital Performer
- Halion
- Lag Guitars
- Pro Tools HD3

Francis Rimbert:
- Pro Tools Digi 02
- Roland Fantom-8
- V-Synth

Tim Hüfkens:
- Groove Box MC-808
- Sonar Sequencer